# ديريك كولمان (لاعب كرة قدم أمريكية)
ديريك كولمان (بالإنجليزية: Derrick Coleman)‏ هو لاعب كرة قدم أمريكية أمريكي، ولد في 18 أكتوبر 1990 في لوس أنجلوس في الولايات المتحدة.

## وصلات خارجية
- الموقع الرسمي
- ديريك كولمان على موقع مرجع كرة القدم المحترفة.كوم (الإنجليزية)